# Faissal El Bakhtaoui
Faissal El Bakhtaoui (Saint-Tropez, 8 novembre 1992) è un calciatore francese, attaccante del Valmontone.

## Caratteristiche tecniche
È una seconda punta, mancina di piede, in possesso di discrete doti tecniche. Può essere impiegato da esterno d'attacco su entrambe le fasce, trequartista, o centravanti.

## Carriera
Inizia a giocare a calcio nelle giovanili del Racing Club de la Baie. Nel 2012 si trasferisce in Scozia, accordandosi con il Dunfermline, nella terza divisione scozzese. Nel 2016 mette a segno 22 reti in campionato, laureandosi capocannoniere del torneo e risultando decisivo nella promozione della squadra in Championship.
Il 2 agosto 2016 firma un triennale con il Dundee, nella massima serie scozzese. Il 12 luglio 2018 torna in prestito al Dunfermline. Il 9 agosto 2019 firma un contratto annuale con il Queen of the South. Dopo una breve esperienza in Marocco con il Difaâ El Jadida, il 5 marzo 2021 viene ingaggiato dalla Nocerina, in Serie D. A fine stagione lascia il club campano ed approda all'Ħamrun Spartans, nel campionato maltese. Il 17 giugno 2022 torna in Italia, accordandosi con il Team Nuova Florida. Il 5 dicembre 2022 viene tesserato dal Livorno, in Serie D.
A luglio del 2023 fa il suo ritorno alla Nocerina. L'8 dicembre 2023 si trasferisce a parametro zero alla Cynthialbalonga. Nel 2024 viene ingaggiato dal Guidonia Montecelio..
Nel luglio 2025 viene ingaggiato dal Valmontone 1921.

## Statistiche

### Presenze e reti nei club
Statistiche aggiornate al 20 maggio 2025.
| Stagione               | Squadra                | Campionato             | Campionato | Campionato | Coppe nazionali | Coppe nazionali | Coppe nazionali | Coppe continentali | Coppe continentali | Coppe continentali | Altre coppe | Altre coppe | Altre coppe | Totale | Totale |
| Stagione               | Squadra                | Comp                   | Pres       | Reti       | Comp            | Pres            | Reti            | Comp               | Pres               | Reti               | Comp        | Pres        | Reti        | Pres   | Reti   |
| ---------------------- | ---------------------- | ---------------------- | ---------- | ---------- | --------------- | --------------- | --------------- | ------------------ | ------------------ | ------------------ | ----------- | ----------- | ----------- | ------ | ------ |
| 2012-2013              | Dunfermline            | SFD                    | 1+1        | 0          | SC+CdL          | 0               | 0               | -                  | -                  | -                  | SCC         | 0           | 0           | 2      | 0      |
| 2013-2014              | Dunfermline            | SL1                    | 14+4       | 2+2        | SC+CdL          | 1+0             | 0               | -                  | -                  | -                  | SCC         | 1           | 0           | 20     | 4      |
| 2014-2015              | Dunfermline            | SL1                    | 23         | 7          | SC+CdL          | 3+1             | 2+0             | -                  | -                  | -                  | SCC         | 2           | 0           | 29     | 9      |
| 2015-2016              | Dunfermline            | SL1                    | 32         | 22         | SC+CdL          | 3+3             | 1+4             | -                  | -                  | -                  | SCC         | 3           | 3           | 41     | 30     |
| 2016-2017              | Dundee                 | SP                     | 30         | 3          | SC+CdL          | 1+0             | 0               | -                  | -                  | -                  | -           | -           | -           | 31     | 3      |
| 2017-2018              | Dundee                 | SP                     | 26+2       | 3          | SC+CdL          | 2+5             | 0+2             | -                  | -                  | -                  | -           | -           | -           | 35     | 5      |
| Totale Dundee          | Totale Dundee          | Totale Dundee          | 56+2       | 6          |                 | 8               | 2               |                    | -                  | -                  |             | -           | -           | 66     | 8      |
| 2018-2019              | Dunfermline            | SC                     | 27         | 1          | SC+CdL          | 1+3             | 0+2             | -                  | -                  | -                  | SCC         | 2           | 0           | 33     | 3      |
| Totale Dunfermline     | Totale Dunfermline     | Totale Dunfermline     | 97+5       | 32+2       |                 | 15              | 9               |                    | -                  | -                  |             | 8           | 3           | 125    | 46     |
| 2019-gen. 2020         | Queen of the South     | SC                     | 15         | 1          | SC+CdL          | 0               | 0               | -                  | -                  | -                  | SCC         | 1           | 0           | 16     | 1      |
| gen.-giu. 2020         | Difaâ El Jadida        | B1                     | 10         | 0          | CT              | 0               | 0               | -                  | -                  | -                  | -           | -           | -           | 10     | 0      |
| 2020-gen. 2021         | Difaâ El Jadida        | B1                     | 5          | 0          | CT              | 0               | 0               | -                  | -                  | -                  | -           | -           | -           | 5      | 0      |
| Totale Difaâ El Jadida | Totale Difaâ El Jadida | Totale Difaâ El Jadida | 15         | 0          |                 | 0               | 0               |                    | -                  | -                  |             | -           | -           | 15     | 0      |
| mar.-giu. 2021         | Nocerina               | D                      | 15+1       | 8          | -               | -               | -               | -                  | -                  | -                  | -           | -           | -           | 16     | 8      |
| 2021-2022              | Ħamrun Spartans        | PL                     | 19+4       | 4+1        | CM              | 3               | 2               | -                  | -                  | -                  | -           | -           | -           | 26     | 7      |
| ago.-dic. 2022         | Team Nuova Florida     | D                      | 11         | 7          | CI-D            | 1               | 1               | -                  | -                  | -                  | -           | -           | -           | 12     | 8      |
| dic. 2022-2023         | Livorno                | D                      | 19+1       | 2+1        | CI-D            | -               | -               | -                  | -                  | -                  | -           | -           | -           | 20     | 3      |
| ago.-dic. 2023         | Nocerina               | D                      | 9          | 2          | CI-D            | 1               | 1               | -                  | -                  | -                  | -           | -           | -           | 10     | 3      |
| Totale Nocerina        | Totale Nocerina        | Totale Nocerina        | 24+1       | 10         |                 | 1               | 1               |                    | -                  | -                  |             | -           | -           | 26     | 11     |
| dic. 2023-2024         | Cynthialbalonga        | D                      | 16         | 2          | CI-D            | -               | -               | -                  | -                  | -                  | -           | -           | -           | 16     | 2      |
| 2024-2025              | Guidonia Montecelio    | D                      | 22+1       | 3          | CI-D            | 6               | 0               | -                  | -                  | -                  | -           | -           | -           | 29     | 3      |
| Totale carriera        | Totale carriera        | Totale carriera        | 308        | 71         |                 | 34              | 15              |                    | -                  | -                  |             | 9           | 3           | 351    | 88     |

## Palmarès

### Club

#### Competizioni nazionali
- Scottish League One: 1

Dunfermline: 2015-2016

#### Competizioni interregionali
- Serie D: 1

Guidonia M. 1937: 2024-2025 (girone G)

### Individuale
- Capocannoniere della Scottish League One: 1

2015-2016 (22 gol, a pari merito con Rory McAllister)
- Capocannoniere della Scottish League Cup: 1

2015-2016 (4 gol, a pari merito con Liam Boyce e Jason Cummings)
- PFA Scotland Scottish League One Team of the Year: 1[27]

2015-2016
- PFA Scotland Scottish League One Player of the Year: 1[28]

2015-2016